# طابع ضريبي

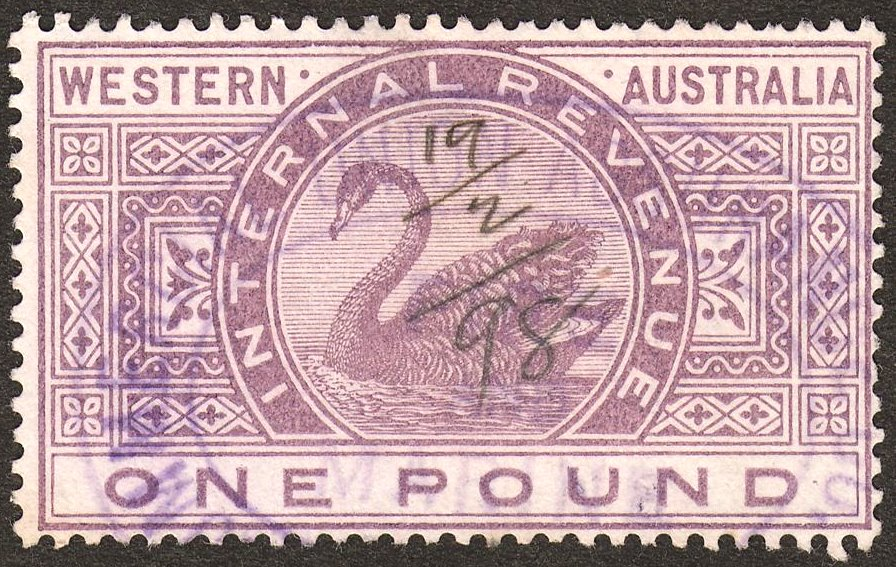
طابع إيرادات بقيمة 1898 جنيه إسترليني لغرب أستراليا

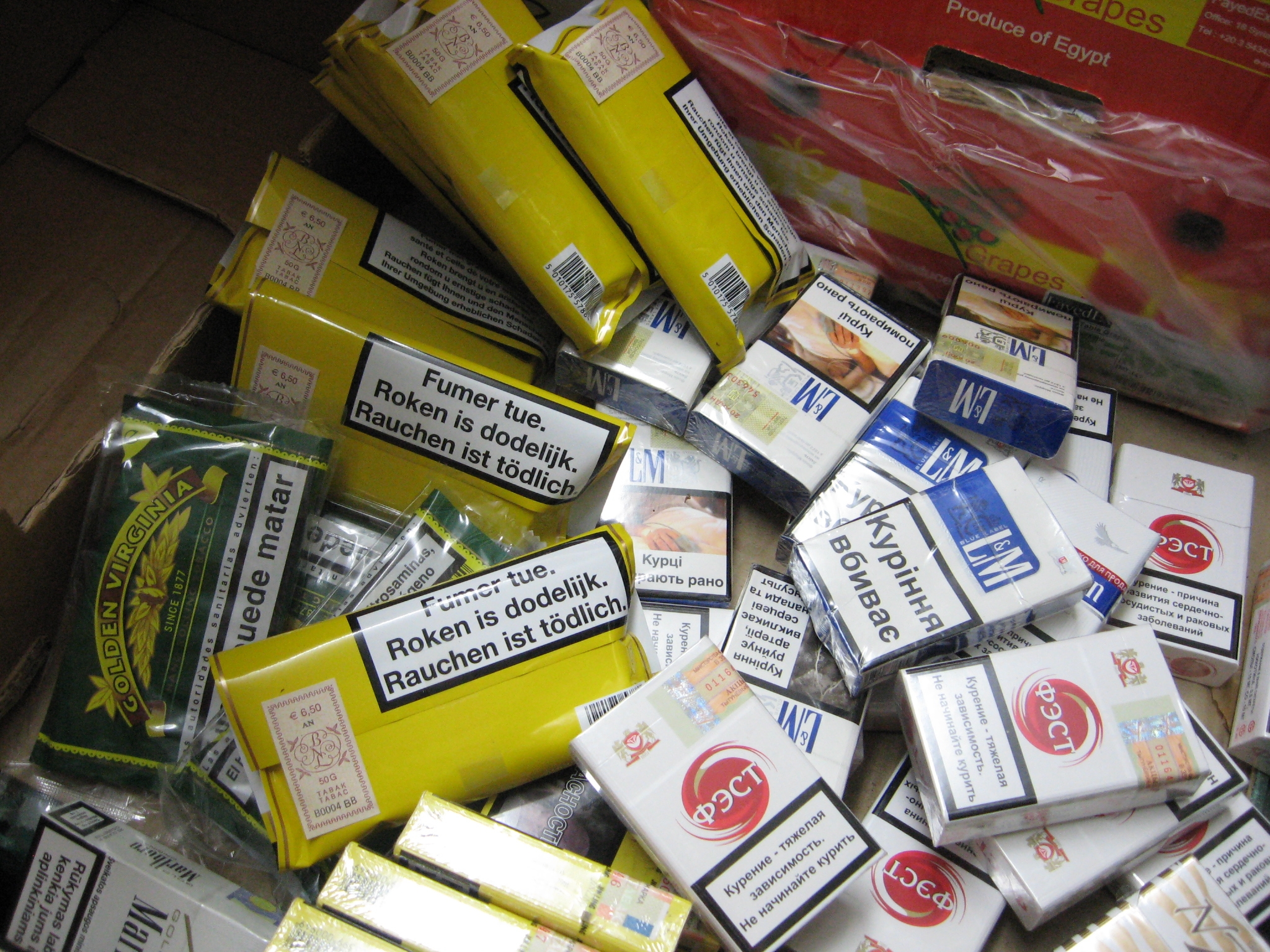
طوابع الإيرادات على التبغ المهرب الذي ضبطته سلطات الضرائب البريطانية.

طابع الإيرادات أو الطابع الضريبي أو طابع الرسوم أو الطابع المالي عبارة عن ملصق يُستخدم لتحديد الضرائب أو الرسوم المحصلة على المستندات والتبغ والمشروبات الكحولية والمخدرات والأدوية وأوراق اللعب وتراخيص الصيد وتسجيل الأسلحة النارية وغيرها. عادة، تقوم الشركات بشراء الطوابع من الحكومة، وربطها بالعناصر الخاضعة للضريبة كجزء من عرض العناصر للبيع، أو في حالة المستندات، كجزء من ملء النموذج.
غالبًا ما تبدو طوابع الإيرادات مشابهة جدًا لطوابع البريد، وفي بعض البلدان والفترات الزمنية كان من الممكن استخدام الطوابع البريدية لأغراض الإيرادات، والعكس صحيح. وأصدرت بعض الدول أيضًا طوابع بريدية وطوابع بريدية ثنائية الغرض.

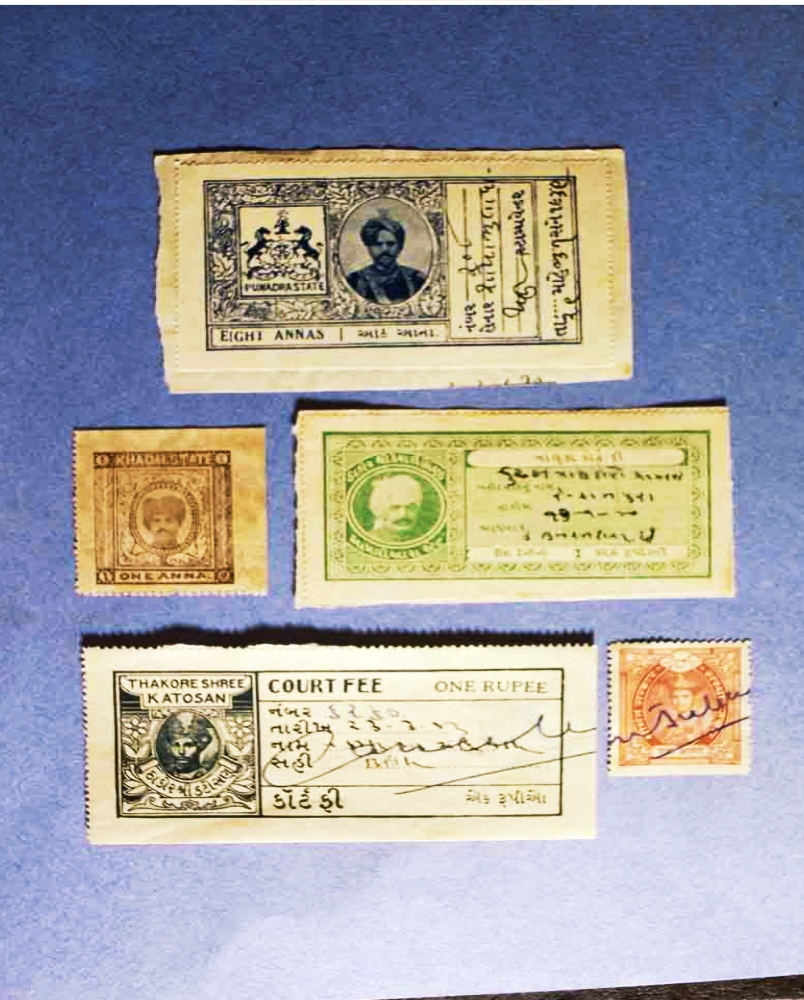
الطوابع المالية لبوندرا وخادال وأمباليارا وكاتوسان وجوهر يحكمها حكام كولي في الهند عام 1947

## وصف

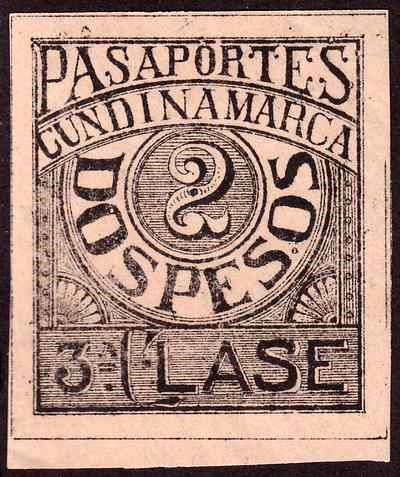
طابع ضريبي لجواز السفر عام 1899 من كونديناماركا في كولومبيا

طوابع الإيرادات هي طوابع تستخدم لتحديد الضرائب والرسوم المحصلة. وتصدر عن الحكومات الوطنية والمحلية وعن الجهات الرسمية على اختلاف أنواعها. وهي تتخذ أشكالًا عديدة وقد تكون مصقولة وغير مصقولة، أو مثقوبة أو غير مثقوبة، أو مطبوعة أو منقوشة، وبأي حجم. في العديد من البلدان، تكون مفصلة في تصميمها مثل الأوراق النقدية؛ غالبًا ما تكون مصنوعة من نفس النوع من الورق. والقيمة العالية للعديد من طوابع الإيرادات، وتعني أنها قد تحتوي على أجهزة أمنية لمنع التزوير.
لقد عرّفت جمعية الإيرادات طوابع الإيرادات بأنها " ...طوابع، سواء كانت مطبوعة أو لاصقة أو غير ذلك، صادرة عن أو نيابة عن الحكومات الدولية أو الوطنية أو المحلية أو المرخص لهم أو وكلائها، وتشير إلى فرض ضريبة أو رسم أو رسوم مدفوعة أو مدفوعة مقدمًا أو ممنوحة".

## تاريخ
في الإمبراطورية العثمانية، كان الطابع الرسمي يستعمل بحلول القرن السادس عشر. وتقدم سجلات عائدات الضرائب من طوابع الحرير دليلاً على التغيرات في إنتاج الحرير مع مرور الوقت. يعود استعمال طوابع الإيرادات إلى ما هو أبعد من استعمال الطوابع البريدية (استخدمت لأول مرة في عام 1840)؛ كانت طوابع قوانين الطوابع في القرن الثامن عشر عبارة عن إيرادات. انتشر استخدامها على نطاق واسع في القرن التاسع عشر، مستوحى جزئيًا من نجاح الطابع البريدي، وجزئيًا مدفوعًا بالرغبة في تبسيط العمليات الحكومية، حيث يعد وجود طابع الإيرادات بمثابة إشارة إلى أن الشخص المعني قد دفع بالفعل الرسوم اللازمة. وأصبحت طوابع الإيرادات أقل شيوعًا في القرن الحادي والعشرين، مع ظهور الحوسبة والقدرة على استخدام الأرقام لتتبع المدفوعات بدقة.

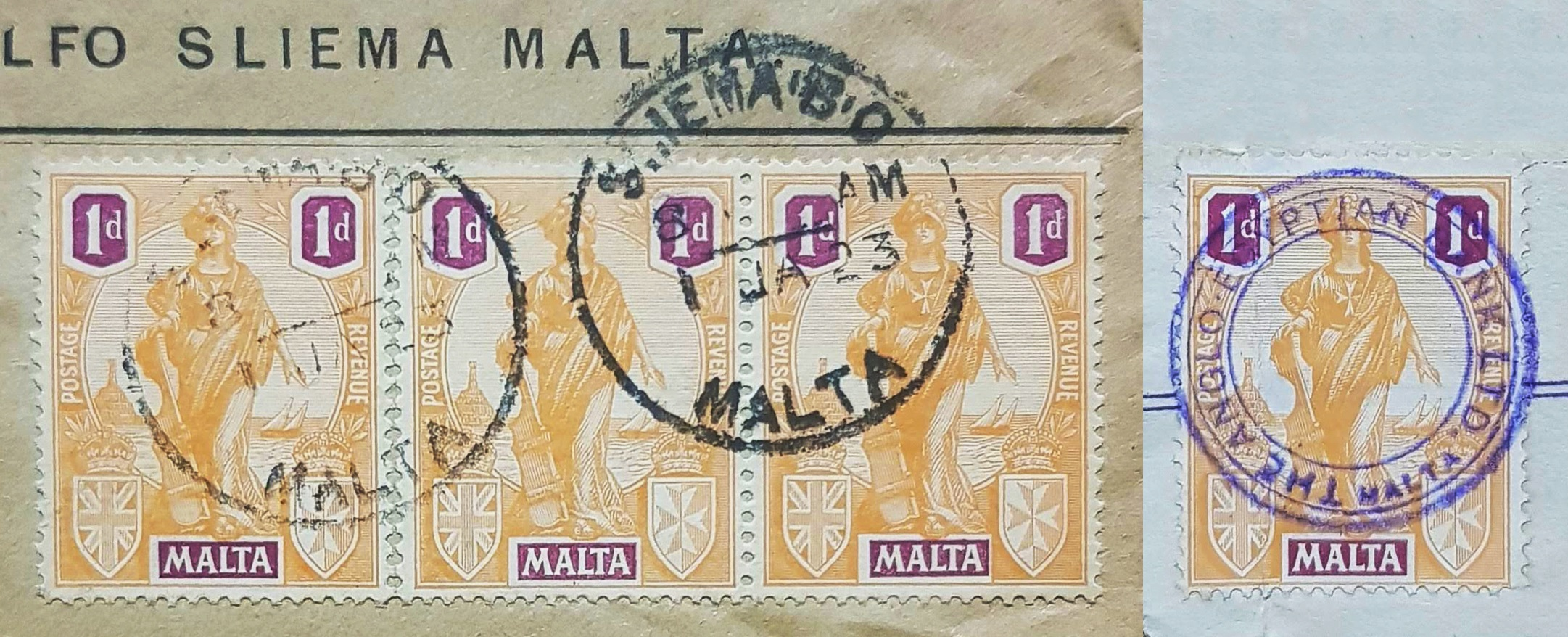
طابع مالطا 1d لعام 1922 من إصدار مليتا والذي كان صالحًا للاستخدام البريدي والمالي. استخدم الشريط المكون من ثلاثة على اليسار بريديًا في سليمة، واستخدم الشريط الموجود على اليمين ماليًا في فرع البنك الأنجلو-مصري

هناك أنواع كثيرة جدًا من طوابع الإيرادات في العالم، ومن المحتمل أن يظل الكثير منها غير مسجل. وقد أصدرتها الكيانات الوطنية والمحلية. وقد جمعت الحكومات في بعض الأحيان بين وظيفتي طوابع البريد وطوابع الإيرادات. في الإمبراطورية البريطانية السابقة، غالبًا ما كان يُكتب على هذه الطوابع " البريد والإيرادات " لتعكس وظيفتها المزدوجة. وقد سمحت بلدان أخرى ببساطة باستخدام طوابع الإيرادات في البريد أو العكس. ويُعرف طابع الإيرادات المصرح به لاحقًا للاستخدام البريدي باسم طابع بريد مالي. بوتان على سبيل المثال، سمحت باستخدام طوابع الإيرادات للأغراض البريدية منذ عام 1955 حتى إصدار أول طوابع بريدية مناسبة للبلاد في عام 1962. في كتالوج ستانلي جيبونز، يحتوي هذا النوع من الطوابع على البادئة F.

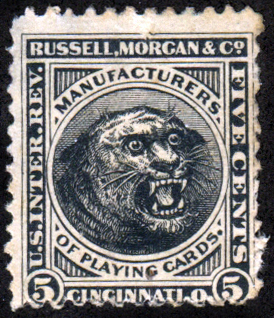
طابع إيرادات أمريكي للضريبة على أوراق اللعب

في حين أن طوابع الإيرادات غالبًا ما تشبه الطوابع البريدية، إلا أنها ليست مخصصة للاستخدام في البريد، وبالتالي لا يتم إلغاءها بريديًا. أصدرت بعض الدول مثل بريطانيا العظمى طوابع صالحة لكل من رسوم البريد والإيرادات، ولكن هذه الممارسة أصبحت نادرة الآن. واستخدمت العديد من الطرق المختلفة لإلغاء طوابع الإيرادات، بما في ذلك إلغاء القلم، أو الطوابع اليدوية بالحبر، أو التثقيب، أو النقش، أو الثقب أو التمزيق ببساطة. منذ حوالي عام 1900، كان مطلوبًا تشويه طوابع إيرادات الولايات المتحدة عن طريق القطع، بعد لصقها على المستندات، بالإضافة إلى إلغائها بالحبر. صنعت فئة من المعدات المكتبية لتحقيق ذلك والتي أصبحت تُعرف باسم آلة "مشوهات الطوابع".

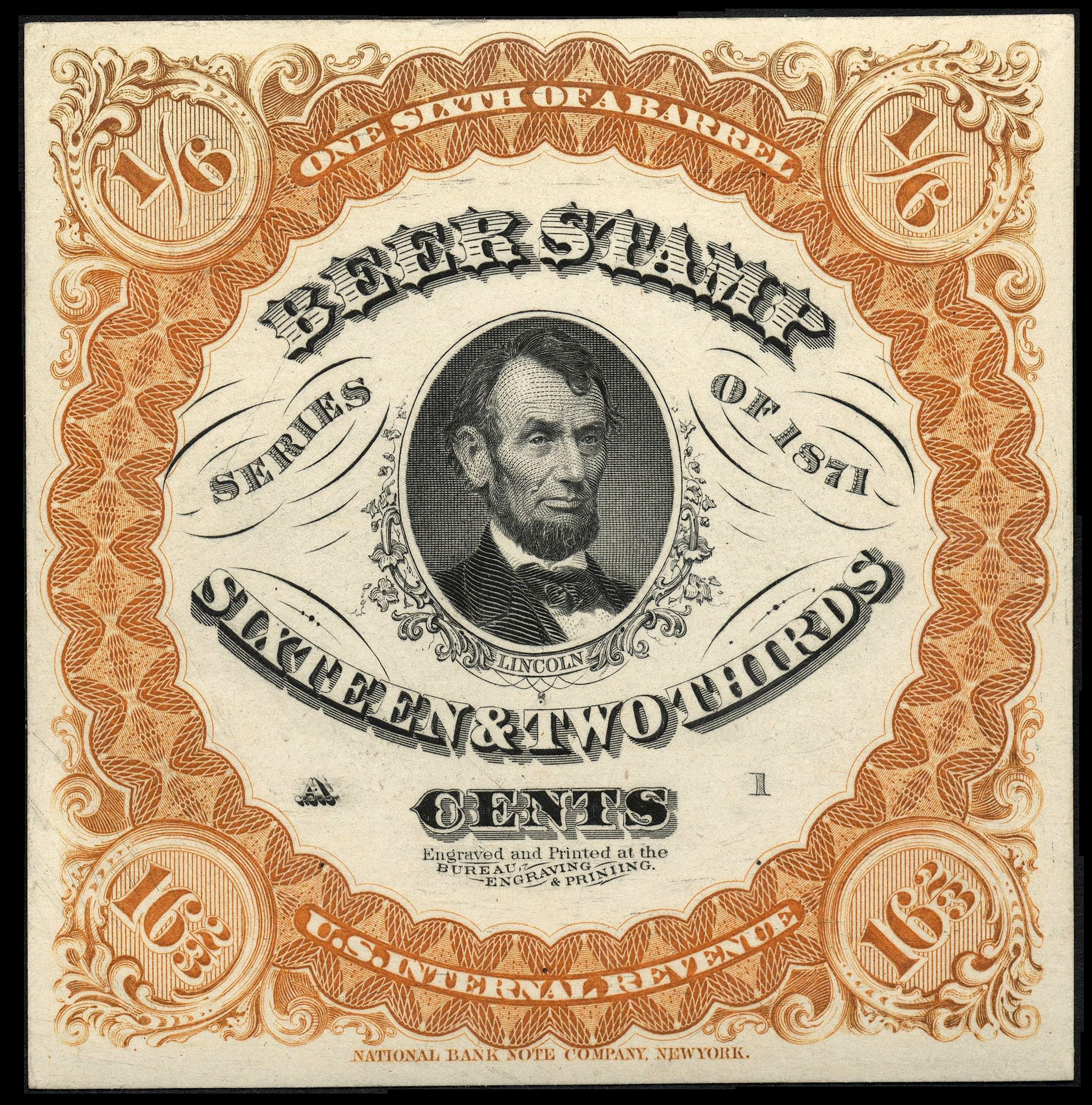
طابع إيرادات أمريكي لعام 1871 لـ 1/6 برميل من البيرة